# Systomus
Systomus là một chi cá chép bản địa của vùng nhiệt đới châu Á.

## Các loài
Hiện hành có 19 được mô tả trong chi này
- Systomus asoka Kottelat & Pethiyagoda, 1989 (Asoka barb)
- Systomus binduchitra Hora, 1937
- Systomus chryseus Plamoottil, 2015 [2]
- Systomus clavatus McClelland, 1845 (Stedman barb)
- Systomus compressiformis Cockerell, 1913
- Systomus gibbosus Valenciennes, 1842 [2]
- Systomus immaculatus McClelland, 1839
- Systomus jacobusboehlkei Fowler, 1958
- Systomus jayarami Vishwanath & Tombi Singh, 1986
- Systomus martenstyni Kottelat & Pethiyagoda, 1991 (Martenstyn's barb)
- Systomus orphoides Valenciennes, 1842 (Javaen barb)
- Systomus pleurotaenia Bleeker, 1863 (Black lined barb)
- Systomus rubripinnis Valenciennes, 1842
- Systomus rufus Plamoottil, 2015 [2]
- Systomus sarana F. Hamilton, 1822 (Olive barb)
- Systomus sewelli Prashad & Mukerji, 1929
- Systomus spilurus Günther, 1868
- Systomus subnasutus Valenciennes, 1842 [2]
- Systomus timbiri Deraniyagala, 1963